# ژوایو
ژوایو (به فرانسوی: Joyeux) یک کمون در فرانسه است که در Canton of Meximieux واقع شده‌است.

## خصوصیات
ژوایو ۱۶٫۵۸ کیلومترمربع مساحت و ۲۳۳ نفر جمعیت دارد و ۲۸۵ متر بالاتر از سطح دریا واقع شده‌است.